# Myc
Myc는 전사 인자를 코딩하는 조절 유전자 및 원발암 유전자 계열이다. Myc 계열은 c-myc(MYC), l-myc(MYCL) 및 n-myc(MYCN)의 세 가지 관련 인간 유전자로 구성된다. c-myc(때때로 MYC라고도 함)는 바이러스 유전자 v-myc와의 상동성으로 인해 이 계열에서 발견된 최초의 유전자였다.
암에서 c-myc는 종종 구성적으로(지속적으로) 발현된다. 이는 많은 유전자의 발현을 증가시키며, 그 중 일부는 세포 증식에 관여하여 암 형성에 기여한다. c-myc과 관련된 일반적인 인간 전위는 대부분의 버킷 림프종 발병에 중요하다. Myc 유전자의 구성적 상향조절은 자궁경부암, 결장암, 유방암, 폐암 및 위암에서도 관찰되었다.
따라서 Myc는 항암제의 유망한 표적으로 간주된다. 불행하게도 Myc는 현재까지 약물 투여를 어렵게 만드는 몇 가지 특징을 가지고 있다.
c-Myc는 또한 줄기 세포 생물학에서 중요한 역할을 하며 체세포를 유도 만능 줄기 세포로 재프로그램화하는 데 사용되는 원래의 야마나카 인자 중 하나였다.
인간 게놈에서 C-myc는 염색체 8에 위치하며 인핸서 박스 서열(E-box)에 대한 결합을 통해 모든 유전자의 15% 발현을 조절하는 것으로 여겨진다.
N-myc는 전통적인 전사 인자로서의 역할 외에도 히스톤 아세틸트랜스퍼라제(HAT)를 모집할 수 있다. 이를 통해 히스톤 아세틸화를 통해 전체 염색질 구조를 조절할 수 있다.